# Ludwig Finscher
Ludwig Finscher (Kassel, 14 marzo 1930 – Wolfenbüttel, 30 giugno 2020) è stato un musicologo tedesco.

## Biografia
Era considerato fra i più importanti studiosi di musicologia a livello mondiale per via delle cariche da lui ricoperte:
- Presidente della Società tedesca di Musicologia e della Società internazionale di Musicologia
- Membro onorario di numerose accademie in Germania e all'estero
- Membro onorario dell'ordine Pour le Mérite
- Professore Emerito all'Università di Heidelberg

Inoltre ricevette il Premio Balzan 2006 per la storia della musica occidentale dal XVII secolo